# Noah Clowney
Noah Clowney (Spartanburg, 14 luglio 2004) è un cestista statunitense, professionista nella NBA con i Brooklyn Nets.

## Carriera
Dopo aver trascorso una stagione con gli Alabama Crimson Tide, nel 2023 si dichiara per il Draft NBA, in cui viene selezionato con la ventunesima scelta assoluta dai Brooklyn Nets.

## Statistiche

### College
| Anno      | Squadra            | PG | PT | MP   | TC%  | 3P%  | TL%  | RP  | AP  | PRP | SP  | PP  |
| --------- | ------------------ | -- | -- | ---- | ---- | ---- | ---- | --- | --- | --- | --- | --- |
| 2022-2023 | Alabama Crim. Tide | 36 | 36 | 25,4 | 48,6 | 28,3 | 64,9 | 7,9 | 0,8 | 0,6 | 0,9 | 9,8 |
| Carriera  | Carriera           | 36 | 36 | 25,4 | 48,6 | 28,3 | 64,9 | 7,9 | 0,8 | 0,6 | 0,9 | 9,8 |

### NBA

#### Regular Season
| Anno      | Squadra       | PG | PT | MP   | TC%  | 3P%  | TL%  | RP  | AP  | PRP | SP  | PP  |
| --------- | ------------- | -- | -- | ---- | ---- | ---- | ---- | --- | --- | --- | --- | --- |
| 2023-2024 | Brooklyn Nets | 23 | 4  | 16,1 | 53,8 | 36,4 | 70,0 | 3,5 | 0,8 | 0,3 | 0,7 | 5,8 |
| 2024-2025 | Brooklyn Nets | 46 | 20 | 22,7 | 35,8 | 33,3 | 83,8 | 3,9 | 0,9 | 0,5 | 0,5 | 9,1 |
| Carriera  | Carriera      | 69 | 24 | 20,5 | 39,4 | 33,7 | 80,0 | 3,8 | 0,8 | 0,5 | 0,5 | 8,0 |

#### Massimi in carriera
Regular Season
- Massimo di punti: 29 vs Detroit Pistons (8 gennaio 2025)
- Massimo di rimbalzi: 10 (2 volte)
- Massimo di assist: 3 vs Detroit Pistons (8 gennaio 2025)
- Massimo di palle rubate: 2 (5 volte)
- Massimo di stoppate: 7 vs Toronto Raptors (10 aprile 2024)

### G League
| Anno      | Squadra          | PG | PT | MP   | TC%  | 3P%  | TL%  | RP  | AP  | PRP | SP  | PP   |
| --------- | ---------------- | -- | -- | ---- | ---- | ---- | ---- | --- | --- | --- | --- | ---- |
| 2023-2024 | Long Island Nets | 34 | 34 | 29,7 | 51,5 | 32,1 | 72,7 | 8,1 | 2,1 | 0,8 | 1,8 | 15,4 |
| Carriera  | Carriera         | 34 | 34 | 29,7 | 51,5 | 32,1 | 72,7 | 8,1 | 2,1 | 0,8 | 1,8 | 15,4 |